# 올림픽 스타디움 (안트베르펜)
올림픽 주경기장(네덜란드어: Olympisch Stadion)은벨기에 안트베르펜에 있는 경기장이다. 1920년 하계 올림픽의 주경기장으로 사용되었으며 육상과 승마, 하키, 체조, 근대 5종 경기, 럭비, 줄다리기, 레슬링 경기가 개최되었다. 현재는 헤르미날 베이르스홋의 홈 구장으로 사용되고 있다.킬 경기장(네덜란드어: Kielstadion)이라고도 불린다.